# Hilary Gong
Hilary Gong (sinh 10 tháng 10 năm 1998) là một cầu thủ bóng đá Nigeria thi đấu ở vị trí tiền đạo cánh cho câu lạc bộ Slovakia AS Trenčín.

## Sự nghiệp

### AS Trenčín
Gong ra mắt chuyên nghiệp cho AS Trenčín trước MFK Ružomberok ngày 22 tháng 4 năm 2017.